# Zapasy na Letnich Igrzyskach Olimpijskich 2004 – kategoria do 66 kg w stylu klasycznym
Rywalizacja w wadze do 66 kg mężczyzn w zapasach w stylu klasycznym na Letnich Igrzyskach Olimpijskich 2004 została rozegrana 24 i 25 sierpnia. Zawody odbyły się w hali Ano Liosia Olympic Hall w Ano Liosia.
W zawodach wzięło udział 20 zawodników.

## Klasyfikacja[1]
| Pozycja | Nazwisko            |
| ------- | ------------------- |
|         | Fərid Mansurov      |
|         | Şeref Eroğlu        |
|         | Mychitar Manukian   |
| 4       | Jimmy Samuelsson    |
| 5       | Armen Wardanian     |
| 6       | Kostas Arkudeas     |
| 7       | Jannis Zamanduridis |
| 8       | Waghinak Galystian  |
| 9       | Maksim Siemionow    |
| 10      | Luis Izquierdo      |
| 11      | Kanatbek Begalijew  |
| 12      | Gordon Wood         |
| 13      | Juan Luis Marén     |
| 14      | Nikołaj Gergow      |
| 15      | Levente Füredy      |
| 16      | Moisés Sánchez      |
| 17      | Ryszard Wolny       |
| DQ      | Manuczar Kwirkwelia |
| DQ      | Parwiz Zejdwand     |
| DQ      | Kim In-seop         |

- Manuczar Kwirkwelia został zdyskwalifikowany za niesportowe zachowanie po zakończeniu swojej pierwszej walki z Şerefem Eroğlu.
- Kim In-seop i Parwiz Zejdwand zostali zdyskwalifikowani, ponieważ nie pojawili się w meczu o piąte miejsce.

## Zasady
Uczestnicy zostali podzielni na grupy. Najlepszy zawodnik awansował do dalszej rywalizacji w rundzie finałowej
- TF – Łopatki
- PP – Na punkty (Pokonany zdobył punkty)
- PO – Na punkty (Pokonany bez punktów)
- SP – Przewaga (10 punktów różnicy, pokonany zdobył punkty)
- ST – Przewaga (10 punktów różnicy, przewaga techniczna)
- CP – Punkty
- TP – Punkty techniczne/Czas

## Wyniki[2]

### Grupa 1
| Miejsce | Zawodnik           | Kraj    | W | P | CP | TP |
| ------- | ------------------ | ------- | - | - | -- | -- |
| 1       | Jimmy Samuelsson   | Szwecja | 1 | 1 | 4  | 6  |
| 2       | Maksim Siemionow   | Rosja   | 1 | 1 | 4  | 5  |
| 3       | Waghinak Galystian | Armenia | 1 | 1 | 4  | 4  |

| Zapaśnik 1         | Zapaśnik 2         | CP  |    | TP  |
| ------------------ | ------------------ | --- | -- | --- |
| Waghinak Galystian | Maksim Siemionow   | 3-1 | PP | 2-2 |
| Jimmy Samuelsson   | Waghinak Galystian | 3-1 | PP | 5-2 |
| Maksim Siemionow   | Jimmy Samuelsson   | 3-1 | PP | 3-1 |

### Grupa 2
| Miejsce | Zawodnik       | Kraj             | W | P | CP | TP |
| ------- | -------------- | ---------------- | - | - | -- | -- |
| 1       | Kim In-seop    | Korea Południowa | 2 | 0 | 6  | 9  |
| 2       | Nikołaj Gergow | Bułgaria         | 1 | 1 | 3  | 3  |
| 3       | Levente Füredy | Węgry            | 0 | 2 | 2  | 3  |

| Zapaśnik 1     | Zapaśnik 2     | CP  |    | TP  |
| -------------- | -------------- | --- | -- | --- |
| Levente Füredy | Nikołaj Gergow | 1-3 | PP | 2-3 |
| Kim In-seop    | Levente Füredy | 3-0 | PP | 6-1 |
| Nikołaj Gergow | Kim In-seop    | 0-3 | PO | 0-6 |

### Grupa 3
| Miejsce | Zawodnik        | Kraj        | W | P | CP | TP |
| ------- | --------------- | ----------- | - | - | -- | -- |
| 1       | Fərid Mansurov  | Azerbejdżan | 2 | 0 | 6  | 9  |
| 2       | Juan Luis Marén | Kuba        | 1 | 1 | 3  | 3  |
| 3       | Ryszard Wolny   | Polska      | 0 | 2 | 1  | 2  |

| Zapaśnik 1      | Zapaśnik 2      | CP  |    | TP  |
| --------------- | --------------- | --- | -- | --- |
| Fərid Mansurov  | Juan Luis Marén | 3-0 | PO | 3-0 |
| Ryszard Wolny   | Fərid Mansurov  | 1-3 | PP | 2-6 |
| Juan Luis Marén | Ryszard Wolny   | 3-0 | PO | 3-0 |

### Grupa 4
| Miejsce | Zawodnik           | Kraj      | W | P | CP | TP |
| ------- | ------------------ | --------- | - | - | -- | -- |
| 1       | Parwiz Zejdwand    | Iran      | 2 | 0 | 6  | 8  |
| 2       | Kanatbek Begalijew | Kirgistan | 1 | 1 | 3  | 9  |
| 3       | Moisés Sánchez     | Hiszpania | 0 | 2 | 2  | 2  |

| Zapaśnik 1         | Zapaśnik 2         | CP  |    | TP  |
| ------------------ | ------------------ | --- | -- | --- |
| Kanatbek Begalijew | Parwiz Zejdwand    | 0-3 | PO | 0-5 |
| Moisés Sánchez     | Kanatbek Begalijew | 1-3 | PP | 1-9 |
| Parwiz Zejdwand    | Moisés Sánchez     | 3-1 | PP | 3-1 |

### Grupa 5
| Miejsce | Zawodnik            | Kraj     | W | P | CP | TP |
| ------- | ------------------- | -------- | - | - | -- | -- |
| 1       | Şeref Eroğlu        | Turcja   | 3 | 0 | 11 | 26 |
| 2       | Armen Wardanian     | Ukraina  | 2 | 1 | 8  | 13 |
| 3       | Luis Izquierdo      | Kolumbia | 1 | 2 | 4  | 0  |
| 4       | Manuczar Kwirkwelia | Gruzja   | 0 | 3 | 0  | 1  |

| Zapaśnik 1          | Zapaśnik 2          | CP  |    | TP   |
| ------------------- | ------------------- | --- | -- | ---- |
| Armen Wardanian     | Luis Izquierdo      | 4-0 | ST | 13-0 |
| Manuczar Kwirkwelia | Şeref Eroğlu        | 0-4 | DQ | 1-11 |
| Armen Wardanian     | Manuczar Kwirkwelia | 4-0 | WO |      |
| Luis Izquierdo      | Şeref Eroğlu        | 0-4 | ST | 0-10 |
| Armen Wardanian     | Şeref Eroğlu        | 0-3 | PO | 0-5  |
| Luis Izquierdo      | Manuczar Kwirkwelia | 4-0 | WO |      |

### Grupa 6
| Miejsce | Zawodnik            | Kraj              | W | P | CP | TP |
| ------- | ------------------- | ----------------- | - | - | -- | -- |
| 1       | Mychitar Manukian   | Kazachstan        | 3 | 0 | 10 | 18 |
| 2       | Kostas Arkudeas     | Grecja            | 2 | 1 | 7  | 13 |
| 3       | Jannis Zamanduridis | Niemcy            | 1 | 2 | 5  | 9  |
| 4       | Gordon Wood         | Stany Zjednoczone | 0 | 3 | 3  | 6  |

| Zapaśnik 1          | Zapaśnik 2        | CP  |    | TP   |
| ------------------- | ----------------- | --- | -- | ---- |
| Jannis Zamanduridis | Mychitar Manukian | 1-3 | PP | 2-3  |
| Gordon Wood         | Kostas Arkudeas   | 1-3 | PP | 3-9  |
| Jannis Zamanduridis | Gordon Wood       | 3-1 | PP | 5-2  |
| Mychitar Manukian   | Kostas Arkudeas   | 3-1 | PP | 4-1  |
| Jannis Zamanduridis | Kostas Arkudeas   | 1-3 | PP | 2-3  |
| Mychitar Manukian   | Gordon Wood       | 4-1 | SP | 11-1 |

### Runda finałowa[3]
|  | Ćwierćfinały     | Ćwierćfinały     | Ćwierćfinały |  |  | Półfinały         | Półfinały         | Półfinały    |   |                | Finał                 | Finał                 | Finał                 |
|  |                  |                  |              |  |  |                   |                   |              |   |                |                       |                       |                       |
|  | Jimmy Samuelsson | Jimmy Samuelsson | 3            |  |  |                   |                   |              |   |                |                       |                       |                       |
|  | Kim In-seop      | Kim In-seop      | 1            |  |  | Jimmy Samuelsson  | Jimmy Samuelsson  | 1            |   |                |                       |                       |                       |
|  | Fərid Mansurov   | Fərid Mansurov   | 2            |  |  | Fərid Mansurov    | Fərid Mansurov    | 3            |   |                |                       |                       |                       |
|  | Parwiz Zejdwand  | Parwiz Zejdwand  | 1            |  |  |                   |                   |              |   | Fərid Mansurov | Fərid Mansurov        | 4                     |                       |
|  |                  |                  |              |  |  |                   | Şeref Eroğlu      | Şeref Eroğlu | 3 |                |                       |                       |                       |
|  |                  |                  |              |  |  | Şeref Eroğlu      | Şeref Eroğlu      | TF           |   |                |                       |                       |                       |
|  |                  |                  |              |  |  | Mychitar Manukian | Mychitar Manukian |              |   |                | Walka o brązowy medal | Walka o brązowy medal | Walka o brązowy medal |
|  |                  |                  |              |  |  |                   |                   |              |   |                |                       |                       |                       |
|  |                  |                  |              |  |  |                   |                   |              |   |                | Jimmy Samuelsson      | Jimmy Samuelsson      | 1                     |
|  |                  |                  |              |  |  |                   |                   |              |   |                | Mychitar Manukian     | Mychitar Manukian     | 8                     |

|  |                 |                 |    |
|  | o 5 miejsce     |                 |    |
|  |                 |                 |    |
|  |                 |                 |    |
|  |                 |                 |    |
|  | Kim In-seop     | Kim In-seop     | DQ |
|  | Kim In-seop     | Kim In-seop     | DQ |
|  | Parwiz Zejdwand | Parwiz Zejdwand | DQ |
|  | Parwiz Zejdwand | Parwiz Zejdwand | DQ |
|  |                 |                 |    |